# Physoschistura shanensis
Physoschistura shanensis és una espècie de peix de la família dels balitòrids i de l'ordre dels cipriniformes.

## Morfologia
- Els mascles poden assolir 5,2 cm de longitud total.
- 13 radis tous a l'aleta dorsal i 8 a l'anal.
- Línia lateral completa.
- Les aletes pectorals, pèlviques i anal es caracteritzen per tindre a llurs bases una mena de resplendor metàl·lica de color albercoc pàl·lid, la qual fa l'efecte de parpellejar quan el peix és en moviment.[7][8][9]

## Hàbitat
És un peix d'aigua dolça, demersal i de clima tropical.

## Distribució geogràfica
Es troba a Àsia: el llac Inle i els seus afluents al sud dels Estats Shan (Myanmar).

## Amenaces
La seua principal amenaça és la introducció d'espècies exòtiques al llac Inle (com ara, Tilapia).

## Vida en captivitat
L'aquari ha de tindre un flux d'aigua constant i ben oxigenada, un fons de còdols, sorra o grava amb pedres de grans dimensions o pissarres per crear-hi amagatalls i una il·luminació bastant brillant. El pH de l'aigua ha d'ésser de 7,5-8 i la temperatura entre 18 i 25 °C.